# Гильоширование

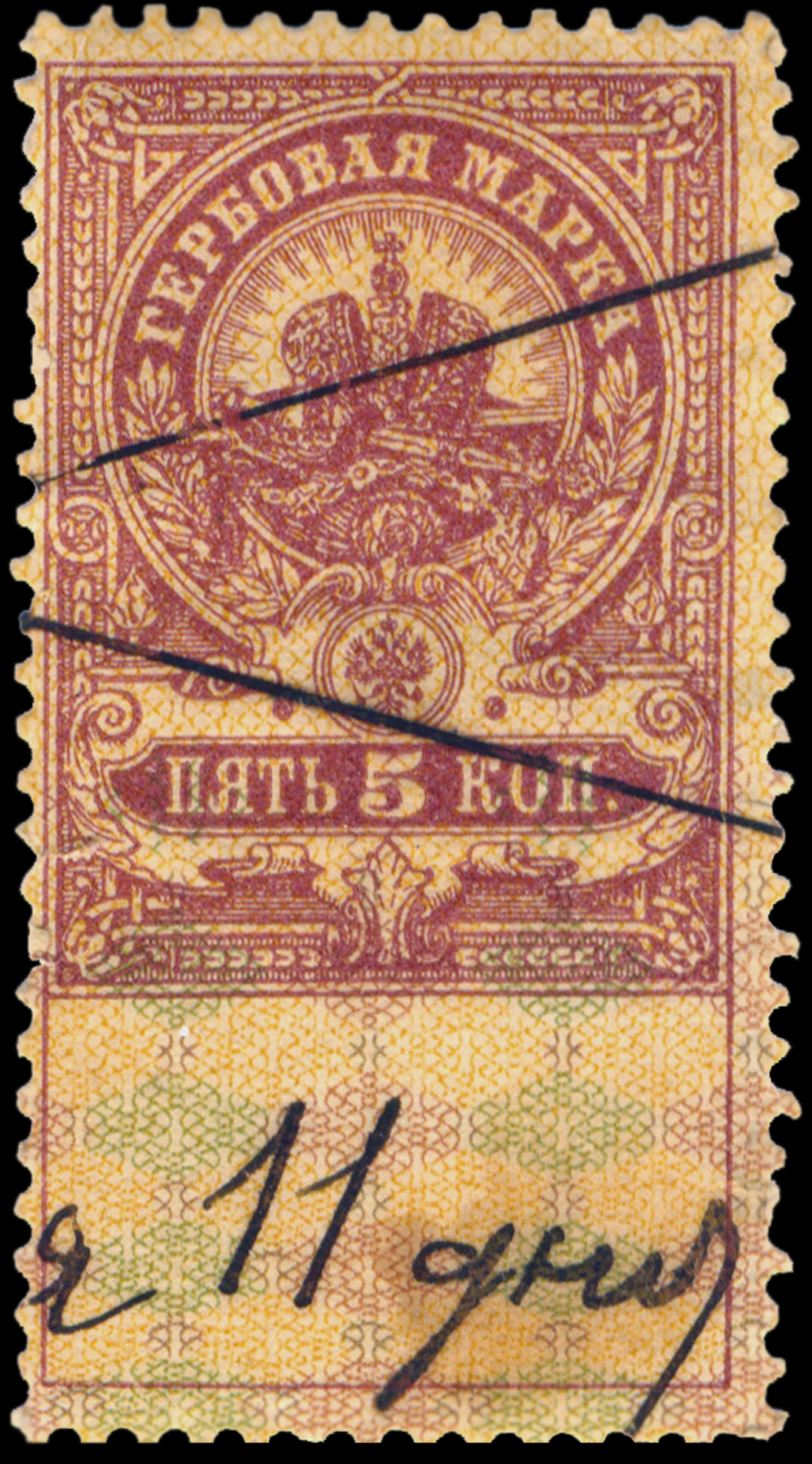
Гербовая марка Российской империи с гильошированием (1907)

Гильоши́рование — нанесение на бумагу специальным типографским станком орнаментального узора в виде сетки или переплетающихся волнистых линий.
Гильошированием также называется процесс гравировки на поверхности металла сетки волнистых, закономерно переплетающихся линий при изготовлении печатных форм.
Гильоширная композиция относится к группе микроэлементов защитных изображений, наносимых на упаковки (например, акцизные марки).

## Описание
Как фоновый рисунок гильоширование использовалось[когда?] для защиты от фальсификации марок и денежных знаков, а также как элемент декоративного оформления как на гербовых марках Российской империи, так и на некоторых советских почтовых марках.
В случае гильоширования на поверхности металла гравировка осуществляется на специальном гильошировальном станке, в котором стол, несущий материал для печатной формы, и резец совершают одновременно сложное движение.
Гильоширование для почтовых марок в настоящее время применяется сравнительно редко. Оно сохранилось как одно из средств защиты от подделок, для печатания денежных знаков, облигаций, паспортов, акцизных марок и т. п.